# 福爾瑟姆 (新澤西州)
福爾瑟姆（英語：Folsom）是位於美國新澤西州大西洋縣的自治市鎮。

## 人口
根據2020年美國人口普查的數據，福爾瑟姆的面積為22.04平方千米，當中陸地面積為21.40平方千米，而水域面積為0.63平方千米。當地共有人口1811人，而人口密度為每平方千米82人。